# Oleydong Sithsamerchai
Oleydong Sithsamerchai (ur. 17 lipca 1985 w Trang) – tajski bokser, były zawodowy mistrz świata organizacji WBC w kategorii słomkowej (do 105 funtów).
Zawodową karierę rozpoczął we wrześniu 2002 roku. 6 kwietnia 2007 roku wygrał pojedynek eliminacyjny WBC z Portorykańczykiem Omarem Soto. 29 listopada 2007 roku, w swojej 25 walce, zdobył pas mistrzowski WBC, pokonując mistrza tej organizacji, Eagle Kyowę.
18 czerwca 2008 roku po raz pierwszy obronił swój tytuł, nokautując w dziewiątej rundzie Japończyka Junichi Ebisuokę. We wrześniu tego samego roku stoczył nietytułową walkę z zupełnie nieznanym Johnem Cut Siregarem (nie wygrał żadnej z 8 odbytych walk), którego znokautował w czwartej rundzie, a dwa miesiące później pokonał na punkty swojego rodaka Pornsawana Kratingdaenggyma, który zajmował pierwsze miejsce w rankingu WBC.
W swojej trzeciej obronie 29 maja 2009 roku pokonał byłego mistrza świata IBF, Muhammada Rachmana. Rachman w wyniku przypadkowego zderzenia głowami w jedenastej rundzie doznał dużego rozcięcia skóry i nie mógł kontynuować walki. Po podliczeniu punktów pojedynek zakończył się zwycięstwem Taja w stosunku 106–101, 105–103 i 105–103. Dwa miesiące później stoczył kolejną walkę nietytułową, a 27 listopada 2009 roku po raz czwarty oronił pas mistrzowski IBF, pokonując decyzją większości na punkty Juana Palaciosa.
27 marca 2010 roku po bardzo wyrównanym pojedynku pokonał Japończyka Yasutakę Kurokiego i obronił pas mistrzowski. Walka zakończyła się stosunkiem 113–112, 114–113 i 114–112, a Sithsamerchai w jedenastej rundzie był liczony. We wrześniu tego samego roku zremisował z Pornsawanem Porpramookiem, mimo że w drugiej rundzie był liczony. Swój tytuł stracił 11 lutego 2011 roku po porażce przez techniczny nokaut w piątej rundzie z Kazuto Ioką. Dla Japończyka była to dopiero siódma walka w zawodowej karierze.
Po tej porażce Sithsamerchai zmienił kategorię wagową na supermuszą i stoczył dwadzieścia trzy kolejne zwycięskie pojedynki.